# 美因河畔埃伦巴赫
美因河畔埃伦巴赫（德語：Erlenbach am Main，官方拼写为，發音：[ˈɛʁlənˌbax ʔam ˈmaɪn]）是德国巴伐利亚州下弗兰肯行政区米尔滕贝格县的城市，面积16.31平方千米，2023年12月31日人口为10,335人。

## 友好城市
- 法國 圣莫里斯
- 瑞士 埃伦巴赫
- 瑞士 锡默河谷埃伦巴赫